# 馬費滕區
馬費滕區（英語：Mafeteng District）是萊索托西部的一個區。面積2,119平方公里。根據2006年人口普查統計，人口為192,795人。首府馬費滕。